# Дзяли (Серадзький повіт)
Дзяли (пол. Działy) — село в Польщі, у гміні Буженін Серадзького повіту Лодзинського воєводства.
У 1975―1998 роках село належало до Серадзького воєводства.